# Méjannes-lès-Alès
Méjannes-lès-Alès – miejscowość i gmina we Francji, w regionie Oksytania, w departamencie Gard.
Według danych na rok 1990 gminę zamieszkiwało 810 osób, a gęstość zaludnienia wynosiła 123 osoby/km² (wśród 1545 gmin Langwedocji-Roussillon Méjannes-lès-Alès plasuje się na 396. miejscu pod względem liczby ludności, natomiast pod względem powierzchni na miejscu 929.).